# Jeux paralympiques africains 2023
Navigation
Édition suivante
Les Jeux paralympiques africains de 2023 sont la première édition des Jeux paralympiques africains, compétition multisports réservée aux athlètes handisports de l'Afriques, qui se tiendront du 3 au 12 septembre 2023 à Accra, au Ghana, qui auraient dû être organisés à la suite des Jeux africains de 2023 pour les valides, finalement repoussés pour des raisons économiques.

## Attribution de l'événement et report
Les premiers Jeux sont initialement programmés pour se dérouler du 26 au 31 janvier 2020 à Rabat. En novembre 2019, ils sont reportés pour des raisons logistiques et matérielles avant d'être abandonnés avec la pandémie de Covid-19.
Le 5 octobre 2021, le Ghana annonce l'organisation de la première édition des Jeux paralympiques africains sur son sol en 2023, en parallèle des Jeux africains de 2023.
Un total de 36 nations devaient initialement participer, mais ce chiffre serait tombé à 22 avec un peu plus d'un mois avant le début des Jeux à Accra.
Un manque de fonds par le ministère fédéral du Développement sportif du Nigeria est responsable de l'incapacité du pays à ne pas participer aux Jeux la veille de la compétition malgré la préparation des athlètes et des fédérations pour les Jeux.

## Disciplines
Sept disciplines sportives sont retenues
| Sports individuels - Para-Athlétisme - Para-Dynamophilie - Tennis-fauteuil | Sports d'équipe - Basket-fauteuil - Goalball - Football pour amputés - Volley-ball assis |

Le programme fut finalement réduit à trois avec le football pour amputés, le basketball en fauteuil roulant et tennis en fauteuil roulant.

## Participants
| - Afrique du Sud - Algérie - Angola - Cameroun - République centrafricaine | - République démocratique du Congo - Égypte - Gambie - Ghana - Kenya | - Liberia - Mali - Maroc - Nigeria - Ouganda | - Sénégal - Tanzanie - Togo - Zambie - Zimbabwe |

## Résultats

### Basketball en fauteuil roulant
Les équipes masculines ont été divisées en deux groupes pour les phases préliminaires
- groupe A : Ghana, Ouganda, Algérie, RD Congo, Maroc
- groupe B : Kenya, Sénégal, Égypte, Afrique du Sud, Angola

Les deux meilleures équipes de chaque groupe se qualifieront pour les demi-finales
Le tournoi féminin suivra un format de tournoi toutes rondes où chaque équipe s’affrontent
- Algérie, Kenya, Zambie, Afrique du Sud, Ghana, Maroc, RD Congo.

L'équipe qui remporte le tournoi permettra de participer au tournoi de repêchage 2024 de la Fédération internationale de basketball en fauteuil roulant (IWBF) pour les tournois olympiques de Paris 2024.
| Épreuves         | Or      | Argent         | Bronze                           |
| ---------------- | ------- | -------------- | -------------------------------- |
| Tournoi masculin | Maroc   | Algérie        | Sénégal                          |
| Tournoi féminin  | Algérie | Afrique du Sud | République démocratique du Congo |

### Football pour amputés
Le tournoi a lieu au Accra Sports Stadium ; finalement, huit équipes sont réparties dans deux groupes
- Groupe A : Ghana, Liberia, Ouganda, Maroc, Ouganda
- Groupe B : Angola, Égypte, Kenya , Rwanda

| Épreuves         | Or    | Argent | Bronze |
| ---------------- | ----- | ------ | ------ |
| Tournoi masculin | Ghana | Maroc  | Égypte |

Phase de poules
| Rang | Équipe  | Pts | J | G | N | P | Bp | Bc | Diff |  | Résultats (▼ dom., ► ext.) |      |      |      |      |
| ---- | ------- | --- | - | - | - | - | -- | -- | ---- |  | -------------------------- | ---- | ---- | ---- | ---- |
| 1    | Maroc   | 9   | 3 | 3 | 0 | 0 | 8  | 1  | +7   |  | Maroc                      | IDEM | 2-1  | 3-0  | 3-0  |
| 2    | Ghana   | 6   | 3 | 2 | 0 | 1 | 13 | 2  | +11  |  | Ghana                      |      | IDEM | 5-0  | 7-0  |
| 3    | Liberia | 1   | 3 | 0 | 1 | 2 | 1  | 9  | -8   |  | Liberia                    |      |      | IDEM | 1-1  |
| 4    | Ouganda | 1   | 3 | 0 | 1 | 2 | 1  | 11 | -10  |  | Ouganda                    |      |      |      | IDEM |

| Rang | Équipe | Pts | J | G | N | P | Bp | Bc | Diff |  | Résultats (▼ dom., ► ext.) |      |      |      |      |
| ---- | ------ | --- | - | - | - | - | -- | -- | ---- |  | -------------------------- | ---- | ---- | ---- | ---- |
| 1    | Égypte | 9   | 3 | 3 | 3 | 0 | 9  | 4  | +5   |  | Égypte                     | IDEM | 3-1  | 4-2  | 2-1  |
| 2    | Angola | 6   | 3 | 2 | 2 | 1 | 9  | 6  | +3   |  | Angola                     |      | IDEM | 3-1  | 5-2  |
| 3    | Rwanda | 3   | 3 | 1 | 0 | 2 | 5  | 8  | -3   |  | Rwanda                     |      |      | IDEM | 2-1  |
| 4    | Kenya  | 1   | 3 | 0 | 0 | 3 | 4  | 9  | -5   |  | Kenya                      |      |      |      | IDEM |

### Tennis en fauteuil roulant
Les comités paralympiques des vainqueurs individuels se verront attribués un quota pour les épreuves olympiques de Paris 2024.
| Épreuve       | Or                                           | Argent                               | Bronze |
| ------------- | -------------------------------------------- | ------------------------------------ | ------ |
| Simple hommes | Alwande Sikhosana                            | Said Himam                           | NC     |
| Double hommes | Afrique du Sud- Leon Els - Alwande Sikhosana | Maroc- Lhaj Boukartacha - Said Himam | NC     |
| Simple femmes | Najwa Awane                                  | Samira Benichi                       | NC     |
| Double femmes | Maroc- Najwa Awane - Samira Benichi          | Kenya- Phoebe Masika - Jane Ndenga   | NC     |